# Cronologia da Guerra da Bósnia
Esta é uma cronologia da Guerra da Bósnia.

## 1992
- 3 de março — Bósnios declaram a soberania da República da Bósnia e Herzegovina.
- 2 de maio — Os sérvios e o governo instalado em Sarajevo se enfrentam por 12 horas, na maior batalha da cidade.
- 6 de maio — Acordo de Graz
- 30 de maio — ONU decreta embargo econômico à Iugoslávia.

## 1993
- 31 de março — O Conselho de Segurança das Nações Unidas aprova o uso da força para garantir o cumprimento da zona de exclusão sobre a Bósnia.
- 18 de Junho –– A ONU envia para a Bósnia 7600 soldados para a supervisão das Zonas lá estabelecidas
- 27 de julho — Croatas e bósnios-sérvios concordam em fazer da Bósnia uma união de três etnias, mas no dia 29 de setembro, os bósnios discordam.

## 1994
- 4 de fevereiro — Sérvios atacam Sarajevo, matando 45 e ferindo centenas de pessoas.
- 28 de fevereiro — OTAN entra em combate pela primeira vez na história, ao derrubar quatro aviões sérvios.
- 17 de abril — Sérvios entram na cidade muçulmana de Gorazde, declarada área de segurança.
- 14 de setembro — Croatas e muçulmanos fazem uma confederação.

## 1995
- 1º de janeiro — Definida uma trégua de quatro meses, interrompida por violações de ambos os lados.
- 6 de julho — Início do Massacre de Srebrenica.
- 25 de julho — Fim do Massacre de Srebrenica.
- 28 de agosto — Bombardeio sérvio mata 43 pessoas numa rua em Sarajevo.
- 4 de outubro — Otan ataca os sérvios pela segunda vez.
- 11 de outubro — Entra em vigor uma trégua de 60 dias.
- 1 de novembro — Começam as negociações em Dayton (EUA).
- 21 de novembro — Acordo de paz (Acordo de Dayton) concluido.
- 14 de dezembro — Acordo de Dayton é formalmente assinado em Paris.